# Scarabaeus gangeticus
Scarabaeus gangeticus es una especie de escarabajo del género Scarabaeus, familia Scarabaeidae. Fue descrita científicamente por Castelnau en 1840.
Especie nativa de la región paleártica. Habita en Irán, Afganistán, Arabia y Etiopía.

## Descripción
Es una especie ampliamente ovalada, ligeramente convexa, tiene una longitud promedio de alrededor de 23 a 35 mm. Cuerpo negro. Patas y vientre brillantes. Márgenes laterales del protórax, patas y vientre cubiertos de pelo rojizo. Cabeza densa y rugosa punzante. Frente con una ligero revestimiento transversal a cada lado. Consta de cuatro dientes fuertes que están separados por muescas redondeadas. Pronoto finamente y estrechamente tuberculado. Escutelo no visible. Élitros muy finamente estriados y extremadamente diminutos y escasamente perforados. Pigidio opaco en la base, con ápice brillante. Pigidio muy escasamente y finamente tuberculado. En los machos, la tibia media tiene una franja interna corta, mientras que las hembras tienen una franja interna larga.